# Quily
Quily foi uma comuna francesa na região administrativa da Bretanha, no departamento Morbihan. Estendia-se por uma área de 5,35 km². Em 2010 a comuna tinha 340 habitantes (densidade: 63,6 hab./km²).
Em 1 de janeiro de 2016, passou a formar parte da comuna de Val d'Oust.